# Faggyej Venyegyiktovics Bulgarin
Faggyej Venyegyiktovics Bulgarin, oroszul: Фаддей Венедиктович Булгарин (1789. július 5. (ó-naptár: június 24.) – Karlova, 1859. szeptember 13. (ó-naptár: szeptember 1.)) orosz író.

## Életútja

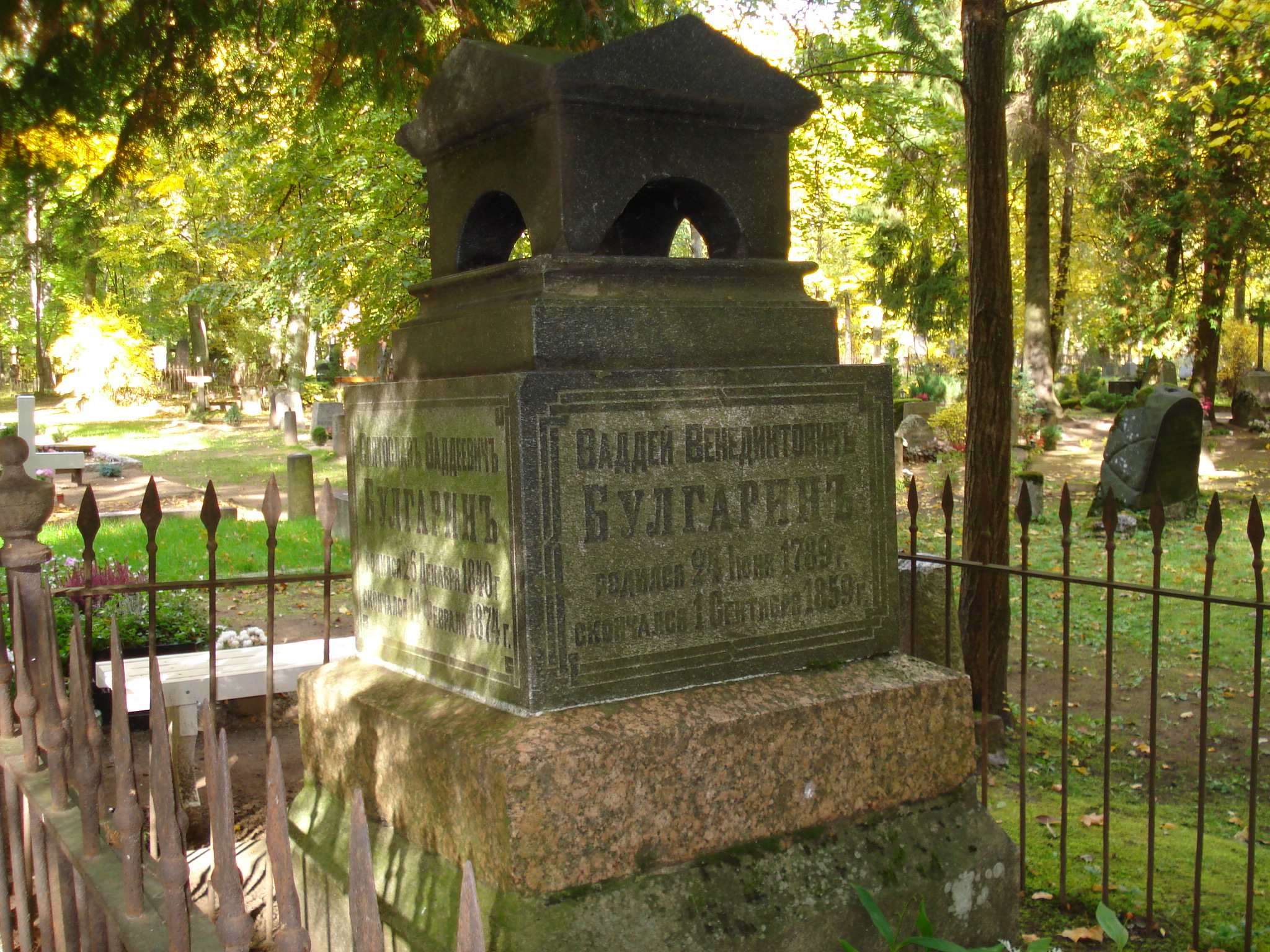
Síremléke Tartuban

A minszki kormányzóságban született. Tanult a szentpétervári hadapród-iskolában, részt vett az 1807. évi svéd háborúban. 1810-ben a francia hadsereg mellé szervezett lengyel légióba lépett, ezzel együtt részt vett az 1810-es spanyol és az 1811-es olasz hadjáratokban, harcolt 1812-ben I. Napóleon oroszországi inváziójában és az 1813 és 1814. évi hadjáratokban. Spanyolországban el is fogták és már éppen agyon akarták lőni, amikor egy francia lovascsapat megmentette, 1814-ben porosz fogságba került, de abból is csakhamar kiszabadult és Napóleon főhadiszállására ment, aki rábízta a lengyel szabad csapatok vezérletét. Napóleon bukása után Bulgarin visszament Varsóba, ahol mint lengyel író lépett föl. 1819-ben Szentpétervárra ment és oroszul írt Grecs folyóiratába. Cikkei hamar feltűnést keltettek úgy érdekes voltuk, mint éles szatírájuk, különösen pedig erős szervilizmusuk által. Szerkesztői és hírlapirói szolgálatáért valóságos államtanácsosi rangot kapott. Sokoldalúságát bizonyítják összegyűjtött művei is, amelyek oroszul Szentpétervárott 1827-ben, lengyel nyelven Varsóban 1828-ban, németül Lipcsében 1828-ban jelentek meg. Bulgarin, I. Miklós cár alatt készséges szolgája volt a reakciónak és uralkodott az egész irodalmi kritika felett, amiért Puskin és az egész orosz romantikus iskola haragját vonta magára.

## Forrás
- Bulgarin. In  A Pallas nagy lexikona. Szerk. Bokor József. Budapest: Arcanum – FolioNET. 1998.  ISBN 963 85923 2 X